# جون كيلي (لاعب كريكت بريطاني)
جون كيلي (15 أكتوبر 1930 - 11 أكتوبر 2008) (بالإنجليزية: John Kelly)‏ هو لاعب كريكت بريطاني. لعب مع نادي مقاطعة نوتنغهامشير للكريكت ‏.